# Hammerhoved
Hammerhoved (latin: Scopus umbretta) er en fugl, der lever i Afrika og sydvestlige Arabien. Det er den eneste art i familien Scopidae, der enten placeres i ordenen  Ciconiiformes eller Pelecaniformes.